# チャールズ・アモア
チャールズ・アモア（Charles Amoah、1975年2月28日 - ）は、ガーナ・アクラ出身の元サッカー選手。ポジションはフォワード。

## 経歴
ガーナのサッカークラブでキャリアをスタートさせると、1995年にヨーロッパへ渡り、以降現役引退までスイスとオーストリアのクラブでキャリアを全うした。
1999-00シーズンには、FCザンクト・ガレンで25ゴールを挙げるとともに、チームのリーグ優勝に貢献した。また、2000-01シーズンのUEFAカップ、チェルシーFC戦では、2試合合計2-0での大金星を経験したメンバーにもなった。